# Drive: Original Motion Picture Soundtrack
Drive: Original Motion Picture Soundtrack è la colonna sonora del film Drive ed è stata pubblicata il 6 settembre 2011 in formato digitale, in concomitanza con l'uscita del film nelle sale cinematografiche statunitensi.

## Descrizione
Il disco è un insieme di 20 brani creati da più musicisti, tra cui spicca il nome di Cliff Martinez per averne create 14 di esse. Le cinque tracce rimanenti sono state invece create da Kavinsky, Guy-Manuel de Homem-Christo (Daft Punk), Desire, Electric Youth (insieme a College), Riz Ortolani (insieme alla moglie Katyna Ranieri) e Chromatics.

## Tracce
Testi e musiche di Cliff Martinez, eccetto dove indicato.
1. Kavinsky e Lovefoxxx – Nightcall – 4:19 (Vincent Pierre Claude Belorgey, Guy-Manuel de Homem-Christo)
2. Desire – Under Your Spell – 3:52 (Johnny Jewel)
3. College e Electric Youth – A Real Hero – 4:27 (David Grellier, Austin Garrick, Bronwyn Griffin)
4. Riz Ortolani e Katyna Ranieri – Oh My Love – 2:50 (Riz Ortolani, Rina Ranieri)
5. Chromatics – Tick of the Clock – 4:48 (Johhny Jewel)
6. Cliff Martinez – Rubber Head – 3:08
7. Cliff Martinez – I Drive – 2:03
8. Cliff Martinez – He Had a Good Time – 1:37
9. Cliff Martinez – They Broke His Pelvis – 1:58
10. Cliff Martinez – Kick Your Teeth – 2:40
11. Cliff Martinez – Where's the Deluxe Version? – 5:32
12. Cliff Martinez – See You in Four – 2:37
13. Cliff Martinez – After the Chase – 5:25
14. Cliff Martinez – Hammer – 4:44
15. Cliff Martinez – Wrong Floor – 1:31
16. Cliff Martinez – Skull Crushing – 5:57
17. Cliff Martinez – My Name on a Car – 2:19
18. Cliff Martinez – On the Beach – 6:35
19. Cliff Martinez – Bride of Deluxe – 3:57